# 特別会員
特別会員 （とくべつかいいん）とは、法人その他の組織、団体において特別に定める会員制度或いは会員の功労を顕彰するために授与・贈呈する称号のこと。名誉称号の一種。

## 特別会員とは

### 学会における特別会員
学会では、会員たる研究者を顕彰する目的でフェローの他、名誉会員、特別会員の称号を定めることがある。
- アジア政経学会
- 軍事史学会
- 日本高血圧学会
- 日本胃癌学会
- 日本肝胆膵外科学会
- 日本間脳下垂体腫瘍学会
- 日本癌病態治療研究会
- 日本外科学会
- 日本児童文学学会
- 日本循環器学会
- 日本消化器外科学会
- 日本心不全学会
- 日本心理学会
- 日本膵臓学会
- 日本胆道学会
- 日本内視鏡低侵襲脊椎外科学会
- 日本乳癌検診学会
- 日本熱帯医学会
- 日本バイオセラピィ学会
- 日本哺乳類学会
- 日本脈管学会
- 日本臨床毛髪学会
- 日本老年医学会

### 社会福祉法人における特別会員
社会福祉協議会が定める会員資格。一般の会員として個別会員、そして一般会員よりも割高な特別会員を定め、社会福祉事業への寄付または貢献の意志のある者が特別会員として入会するのが一般的である。
また、社会福祉法人　恩賜財団済世会の財政基盤を担う高松宮記念基金において貢献度の高い会員に授与される称号。名誉、有功、功労の3種の称号がある。

### その他の特別会員
社団法人日本産婦人科医会などに規定があるほか、美術館など、文化施設が特に芸術的関心の高い観客に対して優待する制度として定めることが多い。